# 富斯施泰因山
47°2′48″N 11°38′57″E / 47.04667°N 11.64917°E

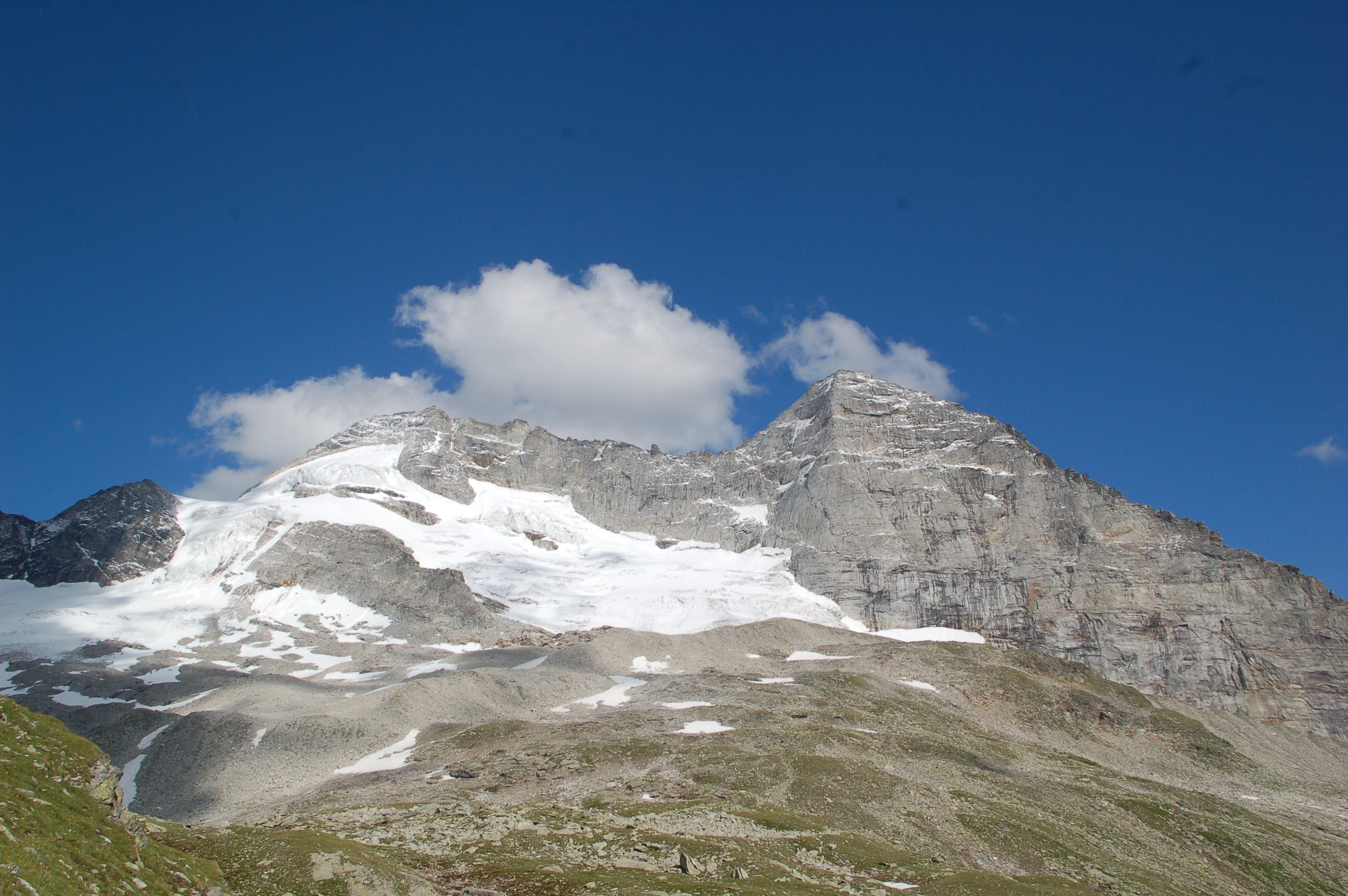

富斯施泰因山（德語：Fußstein），是奧地利的山峰，位於該國西部，由蒂羅爾州負責管轄，屬於齊勒塔爾阿爾卑斯山脈的一部分，距離奧爾珀雷爾山0.6公里，海拔高度3,380米。